# Cmentarz żydowski w Uniejowie
Cmentarz żydowski w Uniejowie – kirkut mieści się w Uniejowie około 150 metrów od szosy do Dąbia nad Nerem. Położony w lesie. Założony w XIX wieku. Ostatni pogrzeb odbył się w 1939. W czasie okupacji został zdewastowany przez hitlerowców. Nie zachowała się żadna macewa. O istnieniu kirkutu informuje obelisk z tablicą pamiątkową.